# Чевалков, Михаил Васильевич
Михаил Васильевич Чевалков (1817 — 23 августа 1901) — алтайский писатель, основоположник письменной алтайской литературы, протоиерей.

## Биография
Родился в селении Карасу недалеко от города Бийска в 1817 году. Когда ему было семь лет, семья переехала в с. Улала. Подросший Михаил Чевалков становится учеником Макария (Глухарева), алтайцы в то время могли получить образование только одним путём — в школах Алтайской духовной миссии. Там он выучил русский язык и научился читать и писать, после чего в 1844 году был зачислен в штат Алтайской духовной миссии на должность толмача-переводчика. Православная культура и идеология оказали влияние на мировоззрение и творчество первого алтайского писателя.
Находясь в должности переводчика, Чевалков неоднократно сопровождал экспедиции русских исследователей по Алтаю. В 1870 году Чевалков был рукоположен в сан дьякона. Тем самым он стал первым алтайцем — служителем Русской православной церкви. В 1877 году он стал священником-миссионером и был направлен служить в Чулышман. За свою 45-летнюю службу в миссии он дослужился до звания протоиерея. В 1889 году был уволен «за штат» и поселился в Онгудае, где и скончался 23 августа в 1901 году. Его могила находится у алтаря Успенского храма с. Онгудай. После восстановления в 1996 году Успенский храм был повторно освящён епископом Барнаульским и Алтайским Антонием в честь св. Троицы.
Заслуги М. В. Чевалкова при жизни были высоко оценены. Он был награждён Золотой медалью на Аннинской ленте, орденом Святой Анны 3-й степени и камилавкой.

## Творчество
Чевалков считается по праву первым алтайским писателем. Он сотрудничал со многими известными учёными и священниками: ориенталистом В. В. Радловым, протоиереем Василием Вербицким, протоиереем Стефаном Ландышевым, епископ Бийским Владимиром Петровым и Макарием Невским, впоследствии митрополитом Московским и Коломенским. Его главная книга — «Житие Чевалкова» (алт. Чоболкопын јуруми), была написана на алтайском языке, а в 1894 году издана в русском переводе в Томске под названием «Памятное завещание». Также его перу принадлежат переводы на алтайский язык многих христианских молитв, текстов из Библии, басен И. А. Крылова. Совместно с В. И. Вербицким он собрал и опубликовал многочисленные образцы алтайского фольклора — сказания, предания, песни, пословицы и загадки.
Имя М. В. Чевалкова в 1997 году присвоено Национальной библиотеке Республики Алтай.